# Austin Powers: The Spy Who Shagged Me
Austin Powers: The Spy Who Shagged Me  från 1999, regisserad av Jay Roach med Mike Myers i huvudrollen. Filmen är en amerikansk action-komedi som hade Sverigepremiär den 29 oktober 1999.

## Handling
Austin Powers, hemlig internationell agent, frystes ner 1967 och tinades upp 30 år senare. Efter att han besegrat Dr Evil i en kamp mellan liv och död lyckades Dr Evil fly ut i rymden och frysa ner sig själv, då Austin fortsatte leva på jorden tillsammans med sin blivande fru Vanessa. Två år senare, på deras smekmånad, upptäcker Austin att Vanessa är en så kallad "Fembot" (en av Dr Evils robotar) som spränger sig själv, men Austin överlever och fortsätter med sina vanliga uppdrag ensam. Samtidigt planerar Dr Evil att resa tillbaka i tiden till 1969 tillsammans med sin klon Mini-Me, en exakt kopia av Dr Evil fast i en åttondels storlek och som knappt kan prata. År 1969 ska Dr Evil med hjälp av Fat Bastard, en överviktig skotsk vakt som har i uppgift att stjäla Austin Powers stake, försöka ta över världen igen.

## Om filmen
Austin Powers: The Spy Who Shagged Me är regisserad av Jay Roach och manuset är skrivet av Mike Myers. Det är den andra filmen om agenten Austin Powers. Föregångaren Austin Powers: Hemlig internationell agent hade premiär 1997. 2002 kom uppföljaren Austin Powers in Goldmember.

## Rollista (urval)
| Mike Myers        | – Austin Powers / Dr. Evil / Fat Bastard |
| Heather Graham    | – Felicity Shagwell                      |
| Michael York      | – Basil Exposition                       |
| Robert Wagner     | – Number Two                             |
| Rob Lowe          | – ung Number Two                         |
| Seth Green        | – Scott Evil                             |
| Mindy Sterling    | – Frau Farbissina                        |
| Verne Troyer      | – Mini-Me                                |
| Elizabeth Hurley  | – Vanessa Kensington                     |
| Gia Carides       | – Robin Swallows                         |
| Muse Watson       | – Klansman                               |
| David Koechner    | – Co-Pilot                               |
| Kevin Durand      | – lönnmördare                            |
| Jennifer Coolidge | – kvinna på fotbollsmatch                |
| Bree Turner       | – dansare                                |
| Will Ferrell      | – Mustafa                                |
| Kristen Johnston  | – Ivana Humpalot                         |
| Charles Napier    | – general Hawk                           |
| Tim Robbins       | – presidenten                            |
| Burt Bacharach    | – sig själv                              |
| Elvis Costello    | – sig själv                              |
| Woody Harrelson   | – sig själv                              |
| Willie Nelson     | – sig själv                              |
| Rebecca Romijn    | – sig själv                              |
| Jerry Springer    | – sig själv                              |